# Фінал ATP 2018
ATP Finals 2018 — тенісний турнір, що проходив на кортах з твердим покриттям у Лондоні, Велика Британія з 12 листопада.

## Фінальна частина

### Одиночний розряд
Александр Зверєв —  Новак Джокович 6–4, 6–3

### Парний розряд
Майк Браян /  Джек Сок —  П'єр-Юг Ербер /  Ніколя Маю 5–7, 6–1, [13–11]